# Мінти
Мінти (пол. Minty, нім. Minten) — село в Польщі, у гміні Бартошиці Бартошицького повіту Вармінсько-Мазурського воєводства.
Населення — 440 осіб (2011).

## Демографія
Демографічна структура станом на 31 березня 2011 року:
|          | Загалом | Допрацездатний вік | Працездатний вік | Постпрацездатний вік |
| -------- | ------- | ------------------ | ---------------- | -------------------- |
| Чоловіки | 227     | 48                 | 163              | 16                   |
| Жінки    | 213     | 42                 | 141              | 30                   |
| Разом    | 440     | 90                 | 304              | 46                   |